# Dee Dee Ramone
Dee Dee Ramone vlastním jménem Douglas Glenn Colvin (18. září 1951 Fort Lee, Virginie – 5. června 2002 Los Angeles, Kalifornie) byl americký baskytarista a skladatel, zakládající člen punkové skupiny Ramones. S Ramones hrál až do roku 1989, kdy ze skupiny odešel a hrál v nedlouho trvající, rapové skupině Dee Dee King. Takřka celý svůj život se potýkal s drogovou závislostí, a to zejména na heroinu.